# Syndrome de microdélétion
 (août 2024).
La mise en forme du texte ne suit pas les recommandations de Wikipédia : il faut le « wikifier ».
Les points d'amélioration suivants sont les cas les plus fréquents :
- Les titres sont pré-formatés par le logiciel. Ils ne sont ni en capitales, ni en gras.
- Le texte ne doit pas être écrit en capitales (les noms de famille non plus), ni en gras, ni en italique, ni en « petit »…
- Le gras n'est utilisé que pour surligner le titre de l'article dans l'introduction, une seule fois.
- L'italique est rarement utilisé : mots en langue étrangère, titres d'œuvres, noms de bateaux, etc.
- Les citations ne sont pas en italique mais en corps de texte normal. Elles sont entourées par des guillemets français : « et ».
- Les listes à puces sont à éviter, des paragraphes rédigés étant largement préférés. Les tableaux sont à réserver à la présentation de données structurées (résultats, etc.).
- Les appels de note de bas de page (petits chiffres en exposant, introduits par l'outil «  Source ») sont à placer entre la fin de phrase et le point final[comme ça].
- Les liens internes (vers d'autres articles de Wikipédia) sont à choisir avec parcimonie. Créez des liens vers des articles approfondissant le sujet. Les termes génériques sans rapport avec le sujet sont à éviter, ainsi que les répétitions de liens vers un même terme.
- Les liens externes sont à placer uniquement dans une section « Liens externes », à la fin de l'article. Ces liens sont à choisir avec parcimonie suivant les règles définies. Si un lien sert de source à l'article, son insertion dans le texte est à faire par les notes de bas de page.
- La présentation des références doit suivre les conventions bibliographiques. Il est recommandé d'utiliser les modèles {{Ouvrage}}, {{Chapitre}}, {{Article}}, {{Lien web}} et/ou {{Bibliographie}}. Le mode d'édition visuel peut mettre en forme automatiquement les références.
- Insérer une infobox (cadre d'informations à droite) n'est pas obligatoire pour parachever la mise en page.

Pour une aide détaillée, merci de consulter Aide:Wikification.
Si vous pensez que ces points ont été résolus, vous pouvez retirer ce bandeau et améliorer la mise en forme d'un autre article.

Délétion d'une partie d'un cromosome.

Un syndrome de microdélétion est un syndrome causé par une délétion chromosomique inférieure à 5 millions de paires de bases (5 Mb) couvrant plusieurs gènes et trop petite pour être détectée par les méthodes cytogénétiques conventionnelles ou le caryotypage à haute résolution (2 à 5 Mb),.
Il existe différents syndromes de microdélétion, également appelés « syndromes dus à la perte de gènes contigus ». La plupart d'entre eux se manifestent dès l'enfance et provoquent, entre autres symptômes, des retards de développement mental.

## Génétique
Les syndromes de microdélétion ont tendance à apparaitre sporadiquement car il s'agit d'altérations de novo ; dans certains cas seulement, ils sont transmis d'une génération à l'autre avec une transmission autosomique dominante. En effet, même si la microdélétion apparait généralement spontanément, l'individu affecté peut le transmettre à sa descendance s’il conserve sa capacité de reproduction,.

## Diagnostic
Le syndrome est suspecté sur la base des symptomes. Le diagnostic est effectué par hybridation in situ en fluorescence (FISH). Les délétions chromosomiques les plus importantes sont décelables à l'aide de techniques de caryotypage.

## Exemples
- Syndrome de DiGeorge ou syndrome vélocardiofacial (22q11.2)[6] – le syndrome de microdélétion le plus courant
- Syndrome de Prader-Willi[7],[8]
- Syndrome d'Angelman (15q11-q13)[7]
- Neurofibromatose de type I[9]
- Neurofibromatose de type II[10],[11]
- Syndrome de microdélétion 1q21.1[12]
- Syndrome de microdélétion 2q32q33
- Syndrome de microdélétion 3q29
- Syndrome de Wolf-Hirschhorn (4p16.3)[13]
- Syndrome de Williams (7q11.23)[14]
- Syndrome de Langer-Giedion (8q23.3-q24.13)
- Syndrome de microdélétion 9q22.3
- Syndrome de microdélétion 12q14[15]
- Syndrome de microdélétion 15q13.3[16]
- syndrome de microdélétion 16p11.2 distale[17]
- Syndrome de Rubinstein-Taybi (16p13.3)[18]
- Syndrome de Miller-Dieker (17p13.3)[19]
- Syndrome de Smith-Magenis (22q11)[20]
- Syndrome délétion 22q13.3

## Syndrome de microduplication

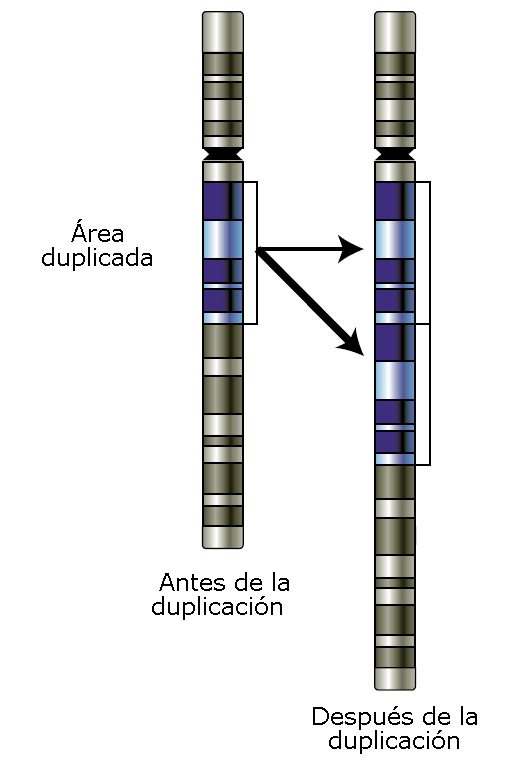
Duplication d'une partie d'un chromosome.

Ces syndromes surviennent lorsqu'une petite région d'un chromosome est dupliquée. Ils peuvent affecter les mêmes zones que les microdélétions, c'est pourquoi parfois les deux groupes sont désignés sous l'intitulé « syndromes de microdélétion et microduplication » (MMS). Un exemple est le syndrome de microduplication 22q11.2, qui provoque diverses anomalies chez les enfants atteints ; il est dû à une duplication du matériel génétique dans la région q11 du chromosome 22. Le syndrome de microdélétion affectant la même zone du chromosome est le syndrome de Di George.